# Molly Bernard
Pour les articles homonymes, voir Bernard.
Molly Kate Bernard (née le 10 avril 1988 à Brooklyn à New York aux États-Unis) est une actrice américaine surtout connue pour avoir joué de 2013 à 2014 le rôle d'Angie Sullivan dans la série télévisée Alpha House ainsi que pour le rôle de Lauren Heller qu'elle interprète depuis 2015 dans la série télévisée Younger.

## Biographie
Molly Kate Bernard a grandi dans une famille américaine. Elle est née à Brooklyn à New York aux États-Unis. Sa mère s'appelle Bella Julie. Elle est diplômée d'une licence de Skidmore College et d'un master de beaux-arts en art dramatique de la Yale School of Drama (en).
Elle a commencé sa carrière d'actrice en 2000 en jouant le rôle de Molly dans la comédie dramatique Un monde meilleur aux côtés de Kevin Spacey ainsi que de Haley Joel Osment. Après une pause de plusieurs années, elle revient à l'écran en interprétant le rôle principal dans un court-métrage nommé Wrestling with the Past réalisé par Jason Leinwand. 
En 2013, elle joue le rôle de Wendy lors du septième épisode de la cinquième saison de la série Royal Pains aux côtés de Mark Feuerstein et de Paulo Costanzo. Cette même année, elle obtient un rôle récurrent dans la série télévisée Alpha House où elle interprète le rôle d'Angie Sullivan jusqu'en 2014. L'année suivante elle joue un petit rôle, celui de Samantha, dans la comédie américaine de Nancy Meyers, Le Nouveau Stagiaire aux côtés de Robert De Niro et Anne Hathaway.
En 2015, elle obtient un rôle récurrent dans la série télévisée Younger où elle interprète le rôle de Lauren Heller, une journaliste, aux côtés de Sutton Foster et Hilary Duff. Dès la seconde saison, elle obtient un rôle principal. 
En 2018, elle obtient un rôle récurrent lors de la cinquième saison de la série télévisée Chicago Med où elle interprète le rôle de Elsa Curry, une étudiante en médecine, aux côtés de Nick Gehlfuss et Torrey DeVitto.

### Vie privée
Molly Bernard est la petite-fille de Joseph Bernard, aussi acteur, qui a enseigné à Lee Strasberg Theatre Institute.
Elle est ouvertement pansexuelle et est en couple avec sa compagne de longue date, Hannah Lieberman depuis 2018. Le couple a annoncé leurs fiançailles sur les réseaux sociaux le 14 janvier 2020.

## Filmographie

### Cinéma
| Année | Titre                 | Rôle       | Notes                           |
| ----- | --------------------- | ---------- | ------------------------------- |
| 2000  | Un monde meilleur     | Molly      | Film de Mimi Leder              |
| 2006  | Wrestling of the Past | Une scoute | Court-métrage de Jason Leinwand |
| 2015  | Le Nouveau Stagiaire  | Samantha   | Film de Nancy Meyers            |
| 2016  | Sully                 | Alison     | Film de Clint Eastwood          |
| 2019  | Nos vies après eux    | Alison     | Film de Cindy Chupack           |
| 2020  | Milkwater             | Milo       | Film de Morgan Ingari           |
| NC    | Master                | NC         | Film de Mariama Diallo          |

- 2023 : Hitman de Richard Linklater

### Séries télévisées
| Année       | Titre            | Rôle                      | Notes                                                         |
| ----------- | ---------------- | ------------------------- | ------------------------------------------------------------- |
| 2013        | Royal Pains      | Wendy                     | 1 épisode                                                     |
| 2013-2014   | Alpha House      | Angie Sullivan            | Rôle récurrent (4 épisodes)                                   |
| 2015–2021   | Younger          | Lauren Heller             | Rôle récurrent (saison 1) Rôle principal (depuis la saison 2) |
| 2016-2017   | Transparent      | Shelly Pfefferman (jeune) | Rôle récurrent (5 épisodes)                                   |
| 2016-2017   | High Maintenance | Une locataire capricieuse | 1 épisode                                                     |
| 2018        | Blindspot        | Delilah Dunny             | 1 épisode                                                     |
| Depuis 2018 | Chicago Med      | Elsa Curry                | Rôle récurrent                                                |